# 문신 (불교)
문신(文身, , 산스크리트어: vyañjanakāya)은 다음의 분류, 그룹 또는 체계의 한 요소이다.
- 부파불교의 설일체유부의 5위 75법의 법체계에서 4번째 위(位: 그룹)인 불상응행법(不相應行法: 14가지) 가운데 하나이다.
- 대승불교의 유식유가행파와 법상종의 5위 100법의 법체계에서 4번째 위(位: 그룹)인 심불상응행법(心不相應行法: 24가지) 가운데 하나이다.
- 불상응행법 또는 심불상응행법 중 언어와 관련된 3가지 법인 명신(名身: 낱말, 특히 명사) · 구신(句身: 문장) · 문신(文身: 음소 또는 글자) 가운데 하나이다.

문신(文身)의 문자 그대로의 뜻은 '문(文)의 집합[身]'이다. 문신(文身)에서 문(文, 산스크리트어: vyañjana)은 글자 또는 음소(音素: 낱소리, 영어: phoneme)를 뜻하는데, 특히 음소를 의미한다. 글자 또는 음소를 전통적인 술어로는 자(字, 산스크리트어: akṣara)라고 한다. 문신(文身)에서 신(身, 산스크리트어: kāya)은 일반적인 뜻인 몸(신체)을 뜻하는 것이 아니라 집합 또는 복수를 뜻하는 복수형 접미사 '~들'로 사용된 경우이다.
부파불교의 설일체유부와 대승불교의 유식유가행파의 논서들에 따르면, 문신(文身)은 갖가지 명신(名身: 낱말, 특히 명사)과 구신(句身: 문장)의 소의(所依: 의지하는 바)가 되는 모든 음소[字]들 또는 글자[字]들의 집합을 말한다. 이와 동일한 의미로, 《아비달마품류족론》에서는 문신(文身)을 자중(字衆: 字의 무리, 字의 집합)이라 정의하고 있다.
《대승아비달마집론》과 《대승아비달마잡집론》에 따르면 문신(文身: 음소 또는 글자)은 명신(名身: 낱말, 특히 명사)이나 구신(句身: 문장)과는 달리  '달라지거나 하지 않는다[無異轉]'는 특징을 가지는데. 이는 다음과 같은 것을 뜻한다: 예를 들어, 눈[眼]에 대해서는 눈[眼]이라는 명칭[名]도 있지만 조료도(照了導)라는 명칭도 있다. 그런데 눈이라는 명칭이 조료도라는 명칭으로 달라진다고 해서, 눈이나 조료도가 뜻하는 개념[想]이 달라지는 것은 아니다. 이러한 이유로 명신(名身)은 달라져도 그것이 가리키는 대상이 변하지 않는 한 명신의 달라짐[異轉]은 아무런 문제도 일으키지 않는다. 반면, 문(文, 음소)의 경우, 예를 들어, 눈이라는 낱말을 구성하는 'ㄴ'이 어느 순간에 'ㅁ'으로 바뀌었다가 다시 어느 순간에 'ㅇ'으로 바뀐다면, '눈'이 어느 순간에는 '문'이 되었다가 다시 어느 순간에는 '운'이 된다. 이렇게 되면, 명신(名身)과는 달리 문신(文身)의 경우에는 가리키는 대상이 변해버리는 일이 일어난다. 그런데 실제로는 이러한 일은 일어나지 않는다. 따라서 문(文)은 '달라지거나 하지 않는다[無異轉]'고 말하며 문(文)을 다른 이름으로 자(字, 음소)라고 칭할 때는 이러한 무이전(無異轉: 달라짐이 없음, 달라지지 않음)의 뜻을 담아서 칭하는 말이다. 참고로, 이러한 견해는 음소 즉 낱소리에 대한 현대 언어학의 견해와도 일치한다 (참고: 낱소리 문서). 즉, 현대 언어학에서는 낱소리 또는 음소(音素: 낱소리, 영어: phoneme)를 소리내는 언어의 낱말을 구분시켜주는 이론적인 낱낱의 소리로 정의하며, 한 낱말에서 음소가 바뀌면 그 낱말 자체가 다른 뜻이 될 수 있다고 본다.
불상응행법 또는 심불상응행법 중 언어와 관련된 3가지 법의 나머지 2가지 법인 명신(名身: 낱말, 특히 명사)과 구신(句身: 문장)의 관계에서 보면, 당연하게도, 문신(文身: 글자 또는 음소)은 명신(名身: 낱말, 특히 명사)의 구성요소이며, 다시 명신(名身: 낱말, 특히 명사)은 구신(句身: 문장)의 구성요소이다. 이와 관련된 것으로, 《대승아비달마집론》에 따르면, 문(文)은 현(顯)이라고도 하는데, 문(文)이 명(名)과 구(句)가 뜻하는 바[義]를 나타내는 수단이 되기 때문이다.
《대승아비달마잡집론》에 따르면, 자성(自性: 자상) · 차별(差別: 차별상) · 자성증언(自性增言, 즉 명신) · 차별증언(差別增言, 즉 구신)의 4가지를 합하면 일체(一切) 즉 우주 전체 즉 만법(萬法)이 된다.
그리고, 명신 · 구신 · 문신의 3가지는 일체(一切)를 능히 전표(詮表: 가리키고 설명하고 표시함)하는 수단이 된다. 간단히 말하자면, 언어는 만법을 능히 가리키고 설명하고 나타낼 수 있는 수단이라고 《대승아비달마잡집론》에서는 말하고 있다.

## 정의
부파불교와 대승불교의 논서들에서의 문신(文身: 음소 또는 글자)의 정의를 살펴보면 다음과 같다.

### 부파불교의 설일체유부
학자들은 부파불교의 설일체유부의 논서들이 세 단계의 발전 단계를 거친 것으로 보는데, 주요 논서들을 순서대로 나열하면 다음과 같다.
- 1단계:
  - 《아비달마집이문족론(阿毘達磨集異門足論)》
  - 《아비달마법온족론(阿毘達磨法蘊足論)》
- 2단계
  - 《아비달마시설족론(阿毘達磨施設足論)》
  - 《아비달마식신족론(阿毘達磨識身足論)》
  - 《아비달마계신족론(阿毘達磨界身足論)》
  - 《아비달마품류족론(阿毘達磨品類足論)》
  - 《아비달마발지론(阿毘達磨發智論)》
- 3단계
  - 《아비담심론(阿毘曇心論)》
  - 《아비달마구사론(阿毘達磨俱舍論)》
  - 《아비달마순정리론(阿毘達磨順正理論)》
  - 《아비달마장현종론(阿毘達磨藏顯宗論)》

아래 단락들은 이러한 아비달마 논서들의 발전 순서에 의거하여 배열되어 있으며, 해당 아비달마 논서에서 나타나는 문신(文身: 음소 또는 글자)에 대한 정의를 기술한다.

### 대승불교의 유식유가행파
현대의 학자들에 따르면 인도불교의 유식학의 역사는 크게 3기로 나뉘는데, 제1기는 미륵(彌勒)과 무착(無着)의 유식학이고, 제2기는 세친(世親)의 유식학이고, 제3기는 호법(護法)과 안혜(安慧) 등의 10대 논사의 유식학이다.
아래 단락들은 이러한 구분에 의거하여 배열되어 있으며, 해당 유식학 논서에서 나타나는 문신(文身: 음소 또는 글자)에 대한 정의를 기술한다.

## 같이 보기
- 심 (마음작용)
- 불교 용어 목록/ㅅ#사
- 불교 용어 목록/삽#상
- 어언행
- 명신
- 구신

## 참고 문헌
- 고려대장경연구소. 《고려대장경 전자 불교용어사전》. 고려대장경 지식베이스 / (사)장경도량 고려대장경연구소. |title=에 외부 링크가 있음 (도움말)
- 곽철환 (2003). 《시공 불교사전》. 시공사 / 네이버 지식백과. |title=에 외부 링크가 있음 (도움말)
- 권오민 (1991). 《경량부철학의 비판적 체계 연구》. 동국대학원 철학박사 학위논문.
- 권오민 (2003). 《아비달마불교》. 민족사.
- 무착 지음, 현장 한역 (K.571, T.1602). 《현양성교론》. 한글대장경 검색시스템 - 전자불전연구소 / 동국역경원. K.571(16-1), T.1602(31-480). |title=에 외부 링크가 있음 (도움말)
- 무착 지음, 현장 한역, 이한정 번역 (K.572, T.1605). 《대승아비달마집론》. 한글대장경 검색시스템 - 전자불전연구소 / 동국역경원. K.572(16-157), T.1605(31-663). |title=에 외부 링크가 있음 (도움말)
- 세우 지음, 현장 한역, 송성수 번역 (K.949, T.1542). 《아비달마품류족론》. 한글대장경 검색시스템 - 전자불전연구소 / 동국역경원. K.949(25-149), T.1542(26-692). |title=에 외부 링크가 있음 (도움말)
- 세친 지음, 현장 한역, 권오민 번역 (K.955, T.1558). 《아비달마구사론》. 한글대장경 검색시스템 - 전자불전연구소 / 동국역경원. K.955(27-453), T.1558(29-1). |title=에 외부 링크가 있음 (도움말)
- 세친 지음, 현장 한역, 송성수 번역 (K.618, T.1612). 《대승오온론》. 한글대장경 검색시스템 - 전자불전연구소 / 동국역경원. K.618(17-637), T.1612(31-848). |title=에 외부 링크가 있음 (도움말)
- 세친 지음, 현장 한역, 송성수 번역 (K.644, T.1614). 《대승백법명문론》. 한글대장경 검색시스템 - 전자불전연구소 / 동국역경원. K.644(17-808), T.1614(31-855). |title=에 외부 링크가 있음 (도움말)
- 안혜 지음, 지바하라 한역, 조환기 번역 (K.619, T.1613). 《대승광오온론》. 한글대장경 검색시스템 - 전자불전연구소 / 동국역경원. K.619(17-641), T.1613(31-850). |title=에 외부 링크가 있음 (도움말)
- 안혜 지음, 현장 한역, 이한정 번역 (K.576, T.1605). 《대승아비달마잡집론》. 한글대장경 검색시스템 - 전자불전연구소 / 동국역경원. K.576(16-228), T.1606(31-694). |title=에 외부 링크가 있음 (도움말)
- 운허.  동국역경원 편집, 편집. 《불교 사전》. |title=에 외부 링크가 있음 (도움말)
- 호법 등 지음, 현장 한역, 김묘주 번역 (K.614, T.1585). 《성유식론》. 한글대장경 검색시스템 - 전자불전연구소 / 동국역경원. K.614(17-510), T.1585(31-1). |title=에 외부 링크가 있음 (도움말)
- 황욱 (1999). 《무착[Asaṅga]의 유식학설 연구》. 동국대학원 불교학과 박사학위논문.
- (중국어) 무착 조, 현장 한역 (T.1602). 《현양성교론(顯揚聖教論)》. 대정신수대장경. T31, No. 1602, CBETA. |title=에 외부 링크가 있음 (도움말)
- (중국어) 무착 조, 현장 한역 (T.1605). 《대승아비달마집론(大乘阿毘達磨集論)》. 대정신수대장경. T31, No. 1605, CBETA. |title=에 외부 링크가 있음 (도움말)
- (중국어) 星雲. 《佛光大辭典(불광대사전)》 3판. |title=에 외부 링크가 있음 (도움말)
- (중국어) 세우 조, 현장 한역 (T.1542). 《아비달마품류족론(阿毘達磨品類足論)》. 대정신수대장경. T26, No. 1542, CBETA. |title=에 외부 링크가 있음 (도움말)
- (중국어) 세친 조, 현장 한역 (T.1558). 《아비달마구사론(阿毘達磨俱舍論)》. 대정신수대장경. T29, No. 1558, CBETA. |title=에 외부 링크가 있음 (도움말)
- (중국어) 세친 조, 현장 한역 (T.1612). 《대승오온론(大乘五蘊論)》. 대정신수대장경. T31, No. 1612, CBETA. |title=에 외부 링크가 있음 (도움말)
- (중국어) 세친 조, 현장 한역 (T.1614). 《대승백법명문론(大乘百法明門論)》. 대정신수대장경. T31, No. 1614, CBETA. |title=에 외부 링크가 있음 (도움말)
- (중국어) 안혜 조, 지바하라 한역 (T.1613). 《대승광오온론(大乘廣五蘊論)》. 대정신수대장경. T31, No. 1613, CBETA. |title=에 외부 링크가 있음 (도움말)
- (중국어) 안혜 조, 현장 한역 (T.1606). 《대승아비달마잡집론(大乘阿毘達磨雜集論)》. 대정신수대장경. T31, No. 1606, CBETA. |title=에 외부 링크가 있음 (도움말)
- (중국어) 호법 등 지음, 현장 한역 (T.1585). 《성유식론(成唯識論)》. 대정신수대장경. T31, No. 1585, CBETA. |title=에 외부 링크가 있음 (도움말)